# Adams göl
Adams göl är en insjö i Växjö kommun i Småland och ingår i Mörrumsåns huvudavrinningsområde. Sjön har en area på 0,0534 kvadratkilometer och ligger 216 meter över havet.

## Delavrinningsområde
Adams göl ingår i det delavrinningsområde (632764-142540) som SMHI kallar för Utloppet av Stråken. Medelhöjden är 204 meter över havet och ytan är 40,02 kvadratkilometer. Räknas de 4 avrinningsområdena uppströms in blir den ackumulerade arean 87,54 kvadratkilometer. Lekarydsån som avvattnar avrinningsområdet har biflödesordning 2, vilket innebär att vattnet flödar genom totalt 2 vattendrag innan det når havet efter 116 kilometer. Avrinningsområdet består mestadels av skog (66 procent). Avrinningsområdet har 7,1 kvadratkilometer vattenytor vilket ger det en sjöprocent på 17,7 procent.